# Titov životopis, 1934. – 1941.
Mjeseca ožujka 1934., Broz izlazi iz zatvora, s ugledom nepokolebljivog borca protiv režima. Određeno je da mora živjeti u Kumrovcu i svaki se dan javljati vlastima, odnosno predsjedniku općine Zagorska sela. Kada je prvi put došao njemu, predsjednik općine, koji ga je znao iz djetinjstva, zatvorio je vrata svojeg ureda, potapšao ga po ramenu i rekao: »Dobro si se držao!«. 
Broz obilazi svoje rođake i poznanike u Kumrovcu i u Podsredi, razgovara sa seljacima i iznosi svoja iskustva i ideje. Navodno je njegovo djelovanje seoskog župnika nagnalo da u nedjeljnoj propovijedi upozori kako se u selu pojavio antikrist. (Ljudi koji su poznavali tog svećenika, koji je u istoj župi služio i poslije Drugoga svjetskog rata, kažu da je bio dobroćudan i da je malo vjerojatno da bi tako nastupio.)
Za onog tko se ne želi suočiti s porazom i rezignacijom u seoskom životu, ostaje samo jedan put: potpuni prelaz u ilegalu. Broz ubrzo odlazi iz Kumrovca i počinje živjeti s lažnim dokumentima i promijenjenim izgledom (brčići, obojena kosa, naočale); postaje "profesionalni revolucionar". U partijskom radu počinje koristiti ime Tito (kako kaže, to je često ime u Zagorju i nema neko posebno značenje); kasnije, za rada u Kominterni, bit će poznat kao Walter. Kasnije je u Zagrebu živio pod imenima Ivan Kostanjšek i inženjer Slavko Babić. Putujući Europom služio se krivotvorenim putniciama raznih zemalja s raznim imenima.

## Partijski sastanci u Beču i Sloveniji
Ubrzo po izlasku iz zatvora izabran je za člana Pokrajinskog komiteta KPJ za Hrvatsku. Partija, koja je akcijama režima 1928-1932. bila gotovo uništena, u to se vrijeme počela oporavljati. Centralni komitet KPJ, čiji je sekretar od 1932. bio Milan Gorkić (pravim imenom Josip Čižinski),  od 1929. nalazio se u Beču i veza s organizacijom u zemlji bila je slaba, što je izazivalo velike probleme. Broz kaže: »Taj nedostatak vodstva imao je svoje prirodne posljedice. Nadalje, sudeći po broju hapšenja do kojih je dolazilo, činilo se da nas netko – netko blizu vrha – odaje policiji.« (Dedijer 1, str. 548.) Osim toga CK je bio posve ovisan o odlukama Kominterne, također i financijski ovisan o plaćama koje su iz Moskve dobivali, te unutar sebe pocijepan frakcijskim borbama.
Pokrajinski komitet odlučuje, srpnja 1934., poslati Broza u Beč da upozna situaciju u CK. Opremljen kao planinar, on ilegalno prelazi austrijsku granicu. Neočekivano, upada usred bitke: upravo toga dana austrijski su nacisti pokušali državni udar, u kojem je bio ubijen kancelar Dollfuss. Pada u ruke nacista, koji ga vraćaju natrag. Drugi put bez problema prelazi granicu u vlaku, s krivotvorenom putnicom, odjeven kao poslovni čovjek (kaže: »policija je, čini se, smatrala da su svi komunisti bradati i da ne nose kravatu«, Dedijer 1, str. 548). U Beču podnosi izvještaj i iznosi kritike na rad CK. Kooptiran je za člana Politbiroa CK KPJ. 
Koliko je partija tada bila uzdrmana progonima i gubila članove i lidere, pokazuje činjenica da u od članova Politbiroa izabranog na Četvrtom kongresu KPJ u Dresdenu 1928. šest godina kasnije nije ostao nitko. Svi su tadašnji članovi bili kooptirani ili imenovani od Kominterne. Sljedeći Kongres bit će održan tek godine 1948.
Nakon povratka iz Beča, sudjeluje na partijskoj konferenciji za Sloveniju, koja se održavala na ladanjskom posjedu ljubljanskog biskupa Rožmana. Jeli su iz tanjura ukrašenog biskupovim grbom, a posluživao ih je čuvar posjeda, biskupov polubrat. Na toj je konferenciji odlučeno da »Partija mora odmah pristupiti masovnim akcijama, ostvarenju jedinstva radničke klase i organiziranju borbe đirokih narodnih masa pod rukovodstvom proleterske avangarde, protiv diktature, za demokratske slobode, za nacionalna prava, za bolji život.« Takvo opredjeljenje Broz i drugdje promovira, održavajući istovremeno vezu s CK u Beču. U Ljubljani je 25. prosinca 1934. održana i IV. partijska konferencija za cijelu Jugoslaviju. Iako je sudjelovalo samo 11 delegata, izabran je novi CK na čelu s Gorkićem, a Broz je izabran za člana Politbiroa. U siječnju 1935. odlazi u Moskvu.

## Prvi boravak u Moskvi, 1935. – 1936.
Josip Broz, kojeg znaju kao Waltera, nastanio se u slavnom hotelu Luks, u kojem je živjela većina funkcionara Kominterne. Postaje član Balkanskog sekretarijata Kominterne (BLS) i referent za Jugoslaviju. Uz to je držao predavanja na Međunarodnoj lenjinskoj školi, kao i na Komunističkom univerzitetu nacionalnih manjina zapada (KUNMZ). Tu je upoznao Slovenca Edvarda Kardelja, koji će do kraja života biti njegov najbliži suradnik, te tijekom 25 godina vodeći ideolog i teoretičar samoupravnog socijalizma.
Po vlastitim riječima, živio je prilično povučeno, mnogo čitajući knjige iz ekonomije, filozofije (Marx, Engels, Kant, Hegel) i vojnih znanosti. Rijetko izlazi; nekoliko je puta bio na operi ili baletu u Boljšoj teatru.
u Moskvi je ponovo sreo svoju suprugu Pelagija (Polku) Belousovu, ali susret je bio hladan i brzo su se razišli. Tito je poslije navodio da je zanemarila sina Žarka Leona, kojeg je smjestila u neki internat iz kojeg je on bježao, te da mu nije znala reći gdje je. Neka prepričavanja kažu da je Polka, u to doba već šest i pol godna odvojena od supruga, živjela s nekim njemačkim komunistom. Razveli su se godine 1936.
Godine 1936. Tito postaje organizacionim sekretarom (organizacijskim tajnikom).
Izgleda da se nakon toga ponovo vjenčao, ali brak je kratko trajao. Dedijer navodi da se u Moskvi "registrovao" s nekom Njemicom po imenu Elza. (Dedijer 2, str. 332.) Međutim R. Simić u knjizi Tito agent Kominterne, tiskanoj u Beogradu 1990, navodi da se radilo o Austrijanki Johanni Koenig, čije je partijsko ime bilo Lucia Bauer, te da se s njom vjenčao 13. kolovoza 1936. (Ridley, str. 134.).
Godine 1937. Milan Gorkić biva uhićen i ubrzo likvidiran. Broz preuzima odgovornost za KPJ, ali i protiv njega se 1938. vode dvije istrage. Uspijeva se opravdati i tek 5. siječnja 1939. Kominterna ga službeno imenuje generalnim sekretarom KPJ, iako je od mjeseca prosinca 1937. bio na dužnosti generalnoga sekretara (glavnoga tajnika) KPJ.
Vidi o tome opširnije članak Tito i staljinizam.

## Na Sedmom kongresu Kominterne
U srpnju i kolovozu 1935. u Moskvi je održan Sedmi kongres Kominterne, koji je donio dramatičan zaokret u komunističkoj političkoj strategiji. Broz je bio delegat na Kongresu i sekretar sedmočlane jugoslavenske delegacije (predsjednik je bio Gorkić). Kongres je trajao gotovo mjesec dana, 25. srpnja do 20. kolovoza. Potvrđena je orijentacija na oružanu revoluciju u svakoj zemlji svijeta, jer nema šanse da se životni standard radničke kalse ni u jednoj kapitalističkoj zemlji vrati na stupanj dostignut prije 1929. 
Međutim, Kominterna je poništila raniju politiku osude socijaldemokrata kao "socijalfašista" i glavnih neprijatelja radničke klase. Objavila je potrebu da se buržoaska demokracija obrani od fašizma i pozvala na ujedinjenu frontu sa socijademokratima.
Konkretno za Jugoslaviju, KPJ više ne radi na njeno razbijanju uz pomoć hrvatskih i makedonskih nacionalista, već teži savezu sa socijaldemokratima i seljačkim i buružoaskim strankama da bi ojačali narodnu obranu Jugoslavije protiv hitlerovske i talijansek fašističke agresije. (Ridley, str. 135-136)

## Organizacijski sekretar partije
U KPJ, čije je rukovodstvo u Beču a uz Broza još neki vodeći ljudi u Moskvi, i dalje traju frakcijske borbe za položaje i konfuzija oko partijske linije. Svibnja 1935. u Jugoslaviji su održani prvi izbori nakon proglašenja Šestosiječanjske diktature. Iz Beča su stizala proturječne direktive da li da se ide samostalno na izbore (preko polulegalne Stranke radnog naroda) ili da se glasa za kandidate Udružene opozicije (kojoj je na čelu bio Vladko Maček. Prevladala je druga varijanta, iako građanski političari iz Udružene opozicije nisu htjeli razgovarati s komunistima o mogućnosti da nekoliko njihovih kandidata bude istaknuto. (Na tim izborima, održanim u znaku policijske represije i izbornih prevara, bile su, uz režimsku i ujedinjene opozicije, istaknute još samo dvije liste koje su dobile beznačajan broj glasova. Sigurno je da Stranka radnog naroda ne bi dobila nijedan mandat.) Broz je na Petom kongresu KPJ 1948., u okviru sustavne kritike Gorkićevog rada, tvrdio da je svakako trebalo ići na izbore samostalno.
U travnju 1936. u Beču je održan Plenum Centralnog komiteta KPJ, kojem nije nazočio Broz, iako član Politbiroa. Plenum je »dao pogrešnu ocjenu političke situacije u zemlji i nepravilno odredio taktiku Partije« (Dedijer, 1, str. 227.). Izvršni komitet Komunističke internacionale pozvao je sve članove CK u Moskvu i nakon saslušanja sve ih smijenio, osim Gorkića. Imenovan je novi Politbiro Centralnog komiteta s Gorkićem kao generalnim sekretarom i Brozom kao organizacionim sekretarom, te još četiri člana Politbiroa.
Na tom sastanku u Kominterni Broz, kako kasnije kaže, istupa s gledištem da je za uspješno djelovanje Partije nužno da njeno rukovodstvo bude u zemlji, da dijeli dobro i zlo s masama. »Čekati direktive iz inozemstva, iz dalekih ureda – to je pogubno za svaki pokret.«. O tome se razvila diskusija i po Brozovoj tvrdnji Gorkić je bio osobito protiv toga. Konačno je odlučeno da se Broz vrati u Jugoslaviju, dok će Gorkić ostati u inozemstvu, s pravom veta na sve odluke i rezolucije političkog karaktera koje bi se u zemlji eventualno donijele. Osim toga, Tito je smatrao da se treba financirati iz sredstava prikupljenih u zemlji i odbaciti primanje subvencija. »Po mom mišljenju ono je dosta kočilo Partiju u njenome radu. Članovi CK, živeći u inostranstvu, imali su relativno dobre plaće. (…) Svake godine kad se pravio budžet bilo je mnogo diskusija oko subvencija. (…) Ništa ne može jače da demorališe jedan pokret nego novac koji on prima sa strane.« (Dedijer, 1, str. 229. – 230.)
Broz je gajio veliko nepovjerenje u Gorkića, pa je i 1952., u biografiji, prihvatio staljinističku optužbu da je Gorkić izdavao članove partije jugoslavenskoj policiji. Nonšalantno konstatira da se nakon uhićenja 1937. o Gorkiću »više ništa nije čulo«. Pa ipak, kada je pune tri godine kasnije na V. zemaljskoj konferenciji KPJ 19-23. listopada 1940. u Zagrebu Gorkić, u uobičajenom ritualu gdje svatko mora dokazivati svoju lojalnost blateći osuđenog Gorkić osuđivan kao izdajnik, bandit, trockist, špijun, agent klasnog neprijatelja… Tito je staloženo izjavio da »ne valja sve prebacivati na Gorkića«. Bio je to za ono vrijeme neuobičajen i smion korak. (Očak, str. 349.) Gorkić je u SSSR-u rehabilitiran odlukom Vojne komisije Vrhovnog suda 1956., na zahtjev supruge. 

## Osnivanje Komunističke stranke Hrvatske
Broz iz Moskve odlazi u Prag, a zatim u Beč. U to se vrijeme CK selio iz Beča u Pariz, u kojem su vladali povoljniji uvjeti za djelovanje zahvaljujući vladi Pučkog fronta. Glavni partijski zadatak tada je bio prikupljanje dobrovoljaca za Španjolsku, gdje je bjesnio građanski rat između republikanaca i pobunjenika koje vodi general Franko.
Krajem 1936. dolazi u Jugoslaviju. Službena biografija navodi da je tada situacija u Partiji bila teška, dolazilo je do stalnih policijskih provala, u kojima su uhićivani svi članovi partijskih komiteta. Policija je redovno primjenjivala mučenje, da bi od već uhićenih doznala imena drugih članova. Neposredno prije Brozovog dolaska u Jugoslaviju bilo je došlo do velike provale u Beogradu, gdje je uhićen čitav Pokrajinski komitet i preko 150 članova. Među rijetkima koji su ostali na slobodi bio je Milovan Đilas, koji je nedugo prije toga izašao s robije; on će ubrzo postati jedan od Brozovih najbližih suradnika, a zatim 1950-ih postati jedan od najslavnijih komunističkih disidenata u svijetu. U Beogradu su tada na slobodi i Aleksandar Ranković i Ivo Lola Ribar, koji će ubrzo postati Brozovi najbliži suradnici.
Broz pomaže u organizaciju štrajkova na raznim stranama. Glas o njemu se širi, proglašavaju ga agentom Kominterne. Stvara se začetak legende o tajanstvenom komunističkom vođi. Škot A. S. Howie, direktor velikih rudnika Trepče u Srbiji, priča o je britanskoj književnici Rebeci West o opakim djelima »jednog agenta Kominterne zvanog Broz (Brosz), sina češkog Židova i majke Mađarice, a rođenog blizu Novog Sada.« Pričao je Rebecci West da je Broz odigrao »ulogu u organiziranju nemira – opravdanih – u Kragujevcu, i ne baš tako opravdanih u Trepči.« (Ridley, str. 13600. ovo nije bilo objvljeno u knjizi Rebece West "Bijelo janje i sivi soko", nego u jednom njezinom dopisu u veljač 1944., kada su britanske službe tražile informacije o Josipu Brozu).
U okviru nastojanja da Partija uhvati više korijena među masama priznajući značaj nacionalnog pitanja osnovane su, prvo, 18. travnja 1937. u okolini Trbovlja Komunistička stranka Slovenije, a zatim, 1. – 2. kolovoza 1937., Komunistička stranka Hrvatske osnovana u blizini Samobora (kod Anindola). Tito je u zemlji radio na stvaranju KP Hrvatske, te je nazočio Osnivačkom kongresu KSH u Anindolu, kad je izabran Glavni odbor Komunističke stranke Hrvatske.
Odluka o osnivanju KP Hrvatske, Slovenije i u budućnosti Makedonije bila je donesena na Četvrtoj konferenciji KPJ, prosinca 1934. Nakon kongresa Kominterne 1935. KPJ napušta koncepciju razbijanja Jugoslavije i usvaja federalističku koncepciju; time pitanje ne prestaje biti manje aktualno. 
U razdoblju 1936. – 1940. Broz više puta putuje u Moskvu, Beč, Pariz, Kada boravi u zemlji živi u Zagrebu pod imenom inž. Ivan Kostanjšek, a zatim inž. Slavko Babić. 
U partiji, nakon svih potresa koja je doživjela u prethodnih gotova dva desetljeća, ostalo malo ljudi njegove generacije; neki su, kao Moša Pijade i Andrija Hebrang, još uvijek na robiji. Josip Broz će u to doba sve više piti poznat pod imenom 'Tito, a u krugovima neposrednih suradnika, koji su 15-20 godina mlađi, zovu ga "Stari".

## (Ni)je bio u Španjolskoj
Tijekom 1937. Broz nekoliko puta putuje između Jugoslavije i Pariza, gdje radi na prebacivanju dobrovoljaca u Španjolsku. Na tome je radilo niz jugoslavenskih komunista. Raznim kanalima, u Španjolsku je otišlo oko 1.500 Jugoslavena. Skoro polovina je tamo poginula. Ti su "Španci" kasnije bili izrazito dragocjeni u organizaciji narodnooslobodilačkog rata 1941-1945; od njih, čak dvadeset četvorica postali su generali JNA.
Jedna od priča koja je nastala kada je Tito postao legendarni vođa jugoslavenskih partizana bila je priča da je tijekom građanskgo rata bio u Španjolskoj. Neki su kritičari čak tvrdili da je tamo bio kao agent NKVD-a, koja je imala prvensten zadatak uhićivati i ubijati stvarne i navodne trockiste, anarhiste i antistaljinističke socijaliste. Pojavili su se razni svjedoci uvjereni, da su ga tamo sreli; legende imaju takav utjecaj na ljude, da rastu same.
»Priča o tome da je Tito bio u Španjolskoj opstala je djelomice i zato što je on ponekad bio tajnovit u vezi sa svojim kretanjima između 1937. i 1938. Davao je različite datume dolaska ili odlaska iz Pariza i Moskve. U nekoliko je navrata, na pitanje gje je bio određenih datuma 1938., odgovarao da se ne može sjetiti.« (Ridley, str. 147.) Za razjašnjenje te tajnovitosti vidi članak: Josip Broz Tito: Odnos prema SSSR-u i staljinizmu)

## Borba protiv fašizma
Nakon nekoliko mjeseci boravka u inozemstvu, Broz ponovo dolazi u Jugoslaviju u ožujku 1938., nekoliko dana prije ulaska Hitlerove vojske u Austriju. U skladu s navedenim odlukama Sedmog kongresa Kominterne, KPJ s Brozom na čelu povodi novu orijentaciju: fašizam je najveći neprijatelj, protiv kojeg se sve demokratske snage moraju ujediniti. SSSR je "tvrđava demokracije", i time najveći neprijatelj Hitleru koji želi s demokracijom obračunati i "sve narode Srednje i Jugoistočne Europe pretvoriti u svoje robove i topovsko meso". (Proglas CK KPJ nakon "anšlusa", 15. ožujka 1938.). 
U listopadu 1938., kada Hitler prijeti napadom na Čehoslovačku zbog Sudeta, KPJ poziva dobrovoljce za obranu Čehoslovačke. Tisuće dobrovoljaca javili su se u poslanstvo Čehoslovačke u Beogradu, spremni da se bore na isti način kao u Španjolskoj. Međutim, premijeri Velike Britanije Neville Chamberlain i Francuske Eduard Daladier na konferenciji u Münchenu odobrili su Hitleru aneksiju Sudeta; nadali su se da će Hitlerove osvajačke apetite usmjeriti na istok, protiv SSSR-a. Čehoslovački premijer Edvard Beneš nije imao izbora nego prihvatiti predaju Sudeta. 
Ta se kriza događala u kolovozu i rujnu 1938., u vrijeme kada je Tito otišao u Moskvu, gdje se rješavala njegova sudbina (vidi članak: Josip Broz Tito: Odnos prema SSSR-u i staljinizmu). Veliki odaziv u Jugoslaviji na poziv KPJ za obranu Čehoslovačke mogao je istaknuti kao svoju zaslugu. 
Broz je po povratku u zemlju proveo još snažniju boljševizaciju ionako dogmatski pravovjerne KPJ, inzistirajući na ideološkoj monolitnosti i vojno-partijskoj stezi, uz širenje mreže partijskih ćelija i dogmatski ideološki obračun s "revizionistima" okupljenima oko Miroslava Krleže i časopisa Pečat - obračun koji je uslijedio nakon Titova neuspjeha pridobiti pisca za snažniji staljinistički smjer, a protiv sablasti trockizma, globalne komunističke hereze koja nije ni postojala među hrvatskim komunistima. Također je smijenio vodstvo KPH jer je na izborima 1938. podržalo listu HSS-a i Vlatka Mačeka, što je ocijenjeno kao "buržoasko skretanje". Na V. zemaljskoj konferenciji KPJ u Zagrebu u listopadu 1940. sastavlja novo vodstvo KPJ i izlaže strategiju komunističkog djelovanja, temeljenu na oružanom ustanku kao načinu osvajanja vlasti i sovjetskom tipu federacije kao modelu organizacije države.

## Sovjetsko-njemački pakt
Potpisivanje sovjetsko-njemačkog pakta 1939. značilo je ozbiljan šok za mnoge komuniste. Kako je moguće da SSSR najednom sklapa savez s donedavnim smrtnim neprijateljem? Mnogi članovi u raznim zemljama razočarano napuštaju partiju. Kominterna proklamira da je na "antiimperijalističkoj liniji".
Tito još nekoliko puta 1938. i 1939. kraće vrijeme u Moskvi. Posljednji put krajem 1939. Kako je rat već počeo, vraća se preko Turske. Neko vrijeme blokiran u Carigradu, konačno se vraća vlakom iz Soluna do Zagreba. Vladimir Velebit mu donosi putovnicu.
Zaoštrava se situacija u Jugoslaviji. Demonstracije, štrajkovi, s druge strane raste policijski teror, osnivanju se koncentracijski logori. 
Tijekom 1940., priprema se zemaljska partijska konferencija. Održavaju se mjesne, okružne pa pokrajinske konferencije, na kojima su demokratski birani delgati za zemaljsku konferenciju. Todnevna Peta zemaljska konferencija u Zagrebu, 19-23. listopad 1940, dobro organizirana. Izabran novi CK od 31 člana i 10 kandidata. Politbiro sedam članova.
U Zagrebu je 30. ožujka uhićeno 200 istaknutih komunista i bez suđenja bačeno u zatvor. Oni koji su bili u zatvorima na području Srbije pušteni su nakon državnog udara 27. ožujka 1941. Hrvatski ban Šubašić međutim odbija pustiti komuniste, smejšetene u zatvoru (logoru) Kerestinac, tako da ih preuzima ustaška vlast i većina bivaju pobijeni ili ginu u pokušaju bijega. To će znatno utjecati na komunističko ogorčenje prema HSS-u.